# Leptacinus flavipennis
Leptacinus flavipennis är en skalbaggsart som beskrevs av Ernst Gustav Kraatz 1859. Leptacinus flavipennis ingår i släktet Leptacinus och familjen kortvingar. Inga underarter finns listade i Catalogue of Life.